# Onthophagus malabarensis
Onthophagus malabarensis är en skalbaggsart som beskrevs av Antoine Boucomont 1919. Onthophagus malabarensis ingår i släktet Onthophagus och familjen bladhorningar. Inga underarter finns listade i Catalogue of Life.